# ۶۱۴ (خورشیدی)
۶۱۴ ششصد و چهاردهمین سال هجری خورشیدی است.

## زادگان
- آبان - قطب الدین کازرونی، (درگذشت: ۶۸۹)، پزشک، فیزیک‌دان، منجم و کاشف بزرگ ایرانی